# Alpesigola
Il monte Alpesigola, (1642 m s.l.m.) si trova assieme al Sasso Tignoso, in mezzo alle valli del Rio Perticara, del Rio Grosso, dello Scoltenna e del Dragone, tra i comuni di Pievepelago e Frassinoro, in provincia di Modena.

## Morfologia
L'Alpesigola presenta la morfologia tipica delle montagne dell'Appennino modenese: versanti non tanto scoscesi, altezza non elevata. La cima principale, semi-pianeggiante, è ricoperta da un manto erboso e offre la visuale su tutta la catena appenninica che va dal Rondinaio al Cusna.
Le cime principali del massiccio sono:
- Alpesigola, 1.642 m s.l.m.;
  - Cagapicchio, 1.545 m s.l.m.;
  - Monte Sant'Andrea, 1.577 m s.l.m.;
  - Monte Rovinoso, 1.531 m s.l.m.

### Come raggiungere la cima
L'Alpesigola è raggiungibile attraverso i seguenti itinerari:
- Da Le Caldie (Frassinoro) per il sentiero 577, 3 km, 2 ore;
- Dai Casoni (Sant'Andreapelago) per il sentiero 571, 4 km, 2 ore;
- Da Roccapelago per il sentiero 567, 6 km, 2.30 ore.

Da Casoni (Riccovolto) per il sentiero 575 passando dalla borgata abbandonata di Sant'Antonio, 6 km, 2.30 ore.